# Kerry Millikin
Kerry Millikin (née le 10 décembre 1961) est une cavalière américaine ayant participé aux Jeux olympiques d'été de 1996. Elle remporte la médaille de bronze dans l'épreuve du concours complet individuel.

## Palmarès

### Jeux olympiques
- Jeux olympiques de 1996 à Atlanta,  États-Unis
  -  Médaille de bronze